# Египет на летних Олимпийских играх 1984
Египет принимал участие в Летних Олимпийских играх 1984 года в Лос-Анджелесе (США) в четырнадцатый раз за свою историю, пропустив Летние Олимпийские игры 1980 года, и завоевал одну серебряную медаль.
114 спортсменов, 108 мужчин и 6 женщин, приняли участие в 74 соревнованиях по пятнадцати видам спорта.

## Серебро
- Дзюдо, мужчины — Мухаммед Али Рашван.